# گرایتس
شهر گرایتسدر ایالت تورینگن در کشور آلمان واقع شده‌است.